# Ivan Pedretti
Ivan Pedretti (Gardone Val Trompia, 30 settembre 1954) è un sindacalista italiano, segretario generale del Sindacato Pensionati Italiani dal 3 febbraio 2016 al 14 marzo 2024.

## Biografia
Nato a Gardone Val Trompia da una famiglia contadina e operaia, abbandona presto gli studi, e nel 1969 inizia a lavorare in un piccolo laboratorio artigiano, specializzato nella produzione di colt e winchester per i film western.
Successivamente, trova occupazione in un'altra azienda, dove comincia il suo impegno politico e sindacale e si iscrive alla Federazione Impiegati Operai Metallurgici (FIOM).
Nel 1973 viene assunto alla Mival-Beretta dove lavora a cottimo e diventa delegato della FIOM a tempo pieno.
Da delegato sindacale della Fiom il 28 maggio del 1974 si trovava in piazza della Loggia a Brescia quando avvenne l'attentato terroristico che provocò la morte di 8 persone.
Nel 2022 pubblica per Futura il suo primo libro Perennial, dal neologismo anglofono coniato per identificare una persona che, nonostante l'età, si adatta ai cambiamenti e rimane al passo coi tempi.

## Attività politica e sindacale
Nel 1982 lascia la fabbrica e si trasferisce a Roma alla FIOM nazionale. Successivamente a Verona è prima segretario generale della FIOM e poi della Camera del Lavoro.
Dal 1996 entra nella Segreteria della CGIL del Veneto e dal 2002 è segretario generale dello Spi Veneto. Entra nella Segreteria nazionale dello SPI nel 2010 e il 3 febbraio 2016 l'Assemblea generale nazionale lo elegge segretario generale della categoria.
Nel maggio del 2024, in occasione delle elezioni europee, Pedretti viene candidato nella lista del Partito Democratico per la circoscrizione nord-orientale. Ottiene 13.952 preferenze, risultando in undicesima posizione e non venendo quindi eletto.